# Szmuel Weinberg

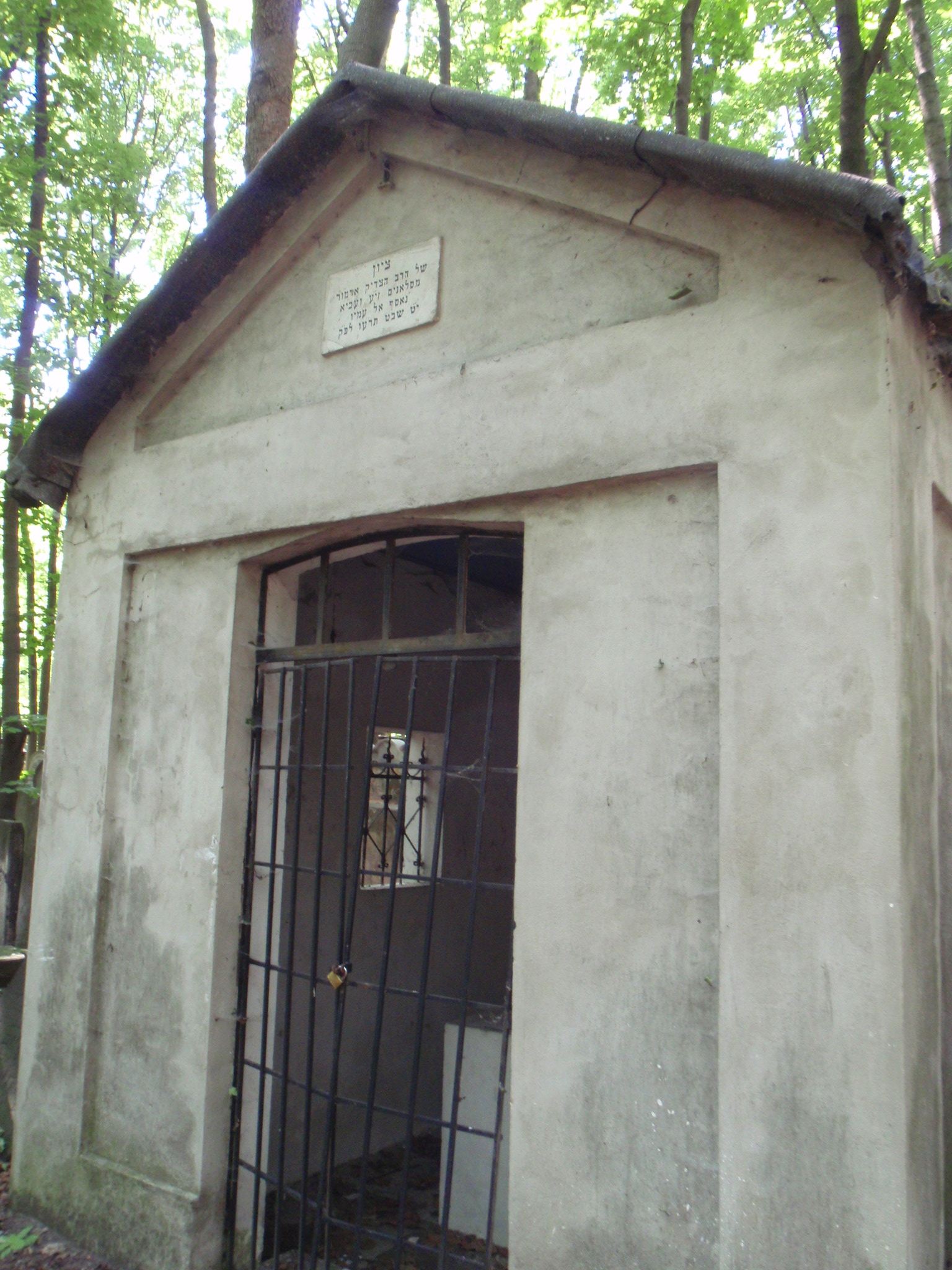
Ohel Szmuela Weinberga na cmentarzu żydowskim w Warszawie

Szmuel Weinberg (zm. 24 stycznia 1916) – rabin chasydzki, cadyk ze Słonimia.
Był synem Michała Arona i prawnukiem Abrahama cadyków ze Słonimia. Kontynuował dynastię zapoczątkowaną przez pradziadka. Zasłynął jako twórca nigunów. Jego prace religijne zostały opublikowane w wiele lat po śmierci - Kunteres Kitwe Kodesz w 1948, Kunteres Bet Awraham w latach 1950-1954 zaś Bet Awraham w 1958. Miał co najmniej dwoje dzieci, synów Isachara Arie i Abrahama. Po śmierci Szmuela jego zwolennicy podzielili się na zwolenników obu jego synów, przy czym większa ich liczba pozostała przy młodszym synu Abrahamie.
Pochowany w ohelu na cmentarzu żydowskim przy ulicy Okopowej w Warszawie (kwatera 47, rząd 22).